# Brian Huggett
Brian Huggett (Porthcawl, 16 november 1936 – aldaar, 22 september 2024) was een Welsh golfprofessional. Hij speelde op de Europese PGA Tour en op de Europese Senior Tour.
Brian Huggett begon met golf op de Neath Golf Club. Hij werd later voorzitter van de club.

## Loopbaan
Huggett werd in 1951 professional en behaalde sindsdien zestien overwinningen, veertien voordat de Europese Tour gestart was, waaronder het Dutch Open in 1962, en twee daarna. In 1968 was hij de beste speler in Europa en won hij de Vardon Trophy.. Zijn beste resultaat bij het Brits Open was een tweede plaats achter Peter Thompson.
Huggett speelde zes keer in de Ryder Cup. In zijn eerste confrontatie speelde hij met George Will en versloegen zij Johhny Pott en Arnold Palmer. Hij was een groot voorstander van het betrekken van spelers van continentaal Europa om de Ryder Cup een extra dimensie te geven. 
In 1978 werd hij benoemd tot Lid in de Orde van het Britse Rijk vanwege zijn bemoeienissen met de golfsport.
Huggelt overleed op 22 september 2024 op 87-jarige leeftijd.

### Gewonnen

#### Europees Circuit
- 1962: Dutch Open
- 1963: Cox Moore (Sweaters), German Open
- 1966: British PGA Championship
- 1967: Martini International (tie met Malclm Gregson)
- 1968: News of the World Match Play, Sumrie Clothes, Martini International
- 1969: Bowmaker (tie), Daks Tournament
- 1970: Algarve Open, Carrolls International, Dunlop Masters
- 1971: Daks Tournament (tie met Neil Coles)

#### Europese Tour
- 1974: Portuguese Open
- 1978: B.A./Avis Open

#### Elders
- 1962: Singapore International
- 1972: Sumrie Clothes Better-Ball (with Malcolm Gregson)
- 1978: Welsh Professional Championship

#### Europese Senior Tour
- 1992: Gary Player Anvil Senior Class, Northern Electric Seniors
- 1993: Northern Electric Seniors, Forte PGA Seniors Championship
- 1994: La Manga Spanish Seniors Open
- 1995: Windsor Senior Masters, Shell Scottish Seniors Open
- 1998: Schroder Senior Masters, Senior British Open
- 2000: Beko Classic

### Teams
- Ryder Cup: 1963, 1967, 1969, 1971, 1973, 1975, 1977 (non-playing Captain)
- World Cup: 1963, 1964, 1965, 1968, 1969, 1970, 1971, 1976, 1979
- Hennessy Cognac Cup: 1974 (winnaars), 1978 (winnaars)
- Double Diamond: 1971, 1972, 1973, 1974, 1975, 1976, 1977
- Praia D'El Rey European Cup: 1998

## Architect
Hij heeft ook een aantal golfbanen ontworpen, deels in samenwerking met Roger Dyer, w.o. 
- The Springs in Oxfordshire
- Orchardleigh Golf Club in Frome
- Silvermere Golf Club in Cobham
- Auchmill Golf CLub (1975) in Aberdeen